# Mission Romande
Die Mission Romande, auch Mission Suisse Romande oder Mission suisse romande au sud de l’Afrique, Teil und/oder gleich Mission des Eglises évangéliques libres de la Suisse romande, war eine missionarische Bewegung der Schweiz im südlichen Afrika mit Sitz in Lausanne. (Nicht zu verwechseln mit der Schweizer Mission in Südafrika)
Sie wurde von Evangelisch-reformierten Kirchen der Schweiz unternommen und unter anderem von Paul Berthoud, Henri-Alexandre Junod und Arthur Grandjean geleitet. Ein Verlag, welcher der Mission sehr nahestand, hiess Georg Bridel mit Sitz in Lausanne. Die Missionare kommentierten in zahlreichen Fachartikeln ihre facettenreichen ethnologischen Erfahrungen während ihrer Missionsarbeit.
Die Mission veröffentlichte zahlreiche Gesang- und Lehrbücher bzw. Evangelien in afrikanischen Sprachen. Zwecks Evangelisierung der Menschen erlernten sie ihre Sprache bzw. ihr Alphabet, um ihnen dann das Evangelium anhand Übersetzungen einfacher näherzubringen. Dabei förderten sie einerseits den Kulturaustausch, idealisierten aber die traditionelle Lebensweise der Menschen und ignorierten den Modernisierungstrend, der durch die Wanderarbeit junger Männer in den südafrikanischen Bergwerken ausgelöst wurde.
Calvin Mapopé spielte dabei eine bedeutende Rolle.
Die Mission war auch an der Landesausstellung von 1896 in Genf präsent.

## Publikationen (Auswahl)
- Mission suisse romande: Constitution de la Mission suisse romande. Lausanne: Imprimeries Réunies, 1918. OCLC 52934591

### Zeitschriften / Periodika / regelmässig erscheinende Berichte
- Mission des Eglises libres de la Suisse romande.; Mission romande. Conseil: Bulletin missionnaire des Eglises libres de la Suisse romande. Lausanne: G. Bridel, 1884–1897. ISSN 1422-948X
- Mission Romande: Rapport du Conseil de la Mission romande. 1892–1912: OCLC 48779963; 1918–1929 OCLC 48780008
- Mission romande / Eglise évangélique libre du canton de Vaud: Rapport du conseil de la Mission romande sur sa gestion en 1894: présenté au Synode de l'Eglise évangélique libre du canton de Vaud en mai 1895. Lausanne, 1895. OCLC 43557010
- Mission romande au sud de l'Afrique: bulletin. Lausanne: G. Bridel, 1895. OCLC 716469172
- Mission Romande: Bulletin de la Mission romande. Lausanne: G. Bridel, 1898–1917: ISSN 1422-951X; 1918–1929: ISSN 1422-9536. (Auch: Bulletin de la Mission Suisse Romande. OCLC 715630214)
- Mission Suisse Romande: Rapport annuel de la Mission Suisse Romande. Lausanne, 1917–1920: OCLC 717161699; 1921–1929: OCLC 647823877
- Mission des Eglises évangéliques libres de la Suisse romande / Mission romande au sud de l'Afrique: Bulletin missionnaire des Eglises libres de la Suisse romande. Lausanne. OCLC 715630164
- Mission suisse dans l'Afrique du Sud: Rapport annuel de la Mission suisse dans l'Afrique du Sud. Lausanne: Imprimeries réunies, 1930–1949. OCLC 48780093
- Mission suisse romande au sud de l'Afrique: L'appel du monde païen: journal missionnaire pour la jeunesse. Lausanne: Agence religieuse. OCLC 715087775
- Département missionnaire des Églises protestantes de la Suisse romande / Mission suisse dans l'Afrique du Sud / Société des missions évangéliques de Paris / Evangelische Missionsgesellschaft in Basel / Mission morave: L'Actualité missionnaire. Lausanne: Département missionnaire des Églises protestantes de la Suisse romande, bis 1978. ISSN 0001-7744
- Département missionnaire des Eglises protestantes de la Suisse romande / DM-Echange et mission (Lausanne): Echos d'outre-mer. Lausanne: Département missionnaire des Eglises protestantes de la Suisse romande: [puis] DM-Echange et mission, 1972–1999. OCLC 715895892
- Mission Suisse Romande: Actualités missionnaires de Mission Suisse Romande. Lausanne: Secrétariat de la Mission Suisse Romande. OCLC 637761688

### Monografien oder Berichte (Auswahl)
- Paul Berthoud, Henri-Alexandre Junod, Arthur Grandjean / Mission romande au sud de l'Afrique: Chez les Noirs: glanures dans le champ de la Mission romande. Neuenburg: Attinger frères, nach 1892. OCLC 718732861
- Paul Berthoud/Mission Romande: Les nègres Gouamba ou, Les vingt premières années de la Mission romande. Lausanne: Conseil de la Mission romande, 1896. OCLC 38349686
- Paul Sutermeister: Ein Vierteljahrhundert Missionsarbeit im südlichen Afrika: Züge aus der Mission romande. Lausanne: Georg Bridel, 1898. OCLC 37600372
- Arthur Grandjean: L'invasion des Zoulou dans le sud-est africain: une page d'histoire inédite. In: Bulletin de la Société neuchâteloise de géographie, 1899/63. OCLC 717895355
- Ruth Berthoud-Junod, Arthur Grandjean, Gaston de La Rive: Du Transvaal à Lourenço Marques. Lausanne: G. Bridel, 1904. 308 Seiten, zahlreiche Illustrationen. OCLC 458502549
- Paul Bovet-Lenoir: Die Mission Romande: ihre Entwicklung, Erfolge und Aussichten. Lausanne: Georg Bridel, 1912. OCLC 600938948
- David-Paul Lenoir; Mission romande au sud de l'Afrique: La Mission Romande : Son développement, ses résultats, son avenir. Lausanne: G. Bridel & Cie, 1911. OCLC 600938894
- Arthur Grandjean: La guerre et les missions: contre-coups actuels, conséquences probables. Lausanne: Georg Bridel, 1915. OCLC 715171965
- Mission Romande: Actualités missionnaires, publiées par la Mission romande. Lausanne, 1915. OCLC 460815415
- Arthur Grandjean/Mission Romande: La Mission romande: Ses racines dans le sol suisse romand. Son épanouissement dans la race thonga. Lausanne, G. Bridel & cie; Paris, Librairie Fischbacher, 1917. OCLC 23669047
- Henri-Alexandre Junod: Causeries sur l'Afrique à l'usage des Cercles d'Etude Missionnaire pour enfants, des Ecoles du Dimanche, des Unions Cadettes et des familles. Lausanne: Impr. La Concorde, 1922. OCLC 716641939
- Mission suisse romande au sud de l'Afrique: La Mission suisse romande: quel est son champ de travail en Afrique?: sur qui compte-t-elle en Suisse?… [etc.]. Lausanne: Secrétariat de la Mission suisse romande, 1922. OCLC 716898071
- Henri-Alexandre Junod: La genèse des contes africains, ou, Comme quoi les Noirs inventent des contes sans le savoir. In: Folk-Lore: a quarterly review of myth, tradition, institution and custom. 1924/324. OCLC 716730647
- Mission Romande: Cinquante ans après: 1875–1925. Lausanne: Mission Suisse Romande, 1925. OCLC 79467696 [=?] Mission suisse romande au sud de l'Afrique: Il y a cinquante ans et aujourd'hui: rapport présenté à l'occasion du jubilé de la Mission suisse romande: 1875–1925. Lausanne: Mission suisse romande, 1925. OCLC 717181735 OCLC 715347998
- DM-Echange et mission (Lausanne); Département missionnaire des Eglises protestantes de Suisse romande: Echos d'outre-mer: extraits de lettres de missionnaires. Lausanne: Département missionnaire des Eglises protestantes de la Suisse romande; danach: DM-Echange et mission, 1969–1999.OCLC 173953881
- Vreni Biber / Jacques Matthey / Conseil oecuménique des Eglises: Que Ton Règne Vienne: cahier de travail: Conférence mondiale de mission et d'évangélisation, Melbourne. Lausanne: Département missionnaire des Eglises protestantes de Suisse romande, 1980. OCLC 715084291

### Gesang-, Lehr- und Lesebücher, meist in der Sprache der zu Missionierenden (Auswahl)
- Mission des églises évangéliques libres de la Suisse romande / Mission suisse dans l'Afrique du Sud: Šipele ša sigwamba. Abécédaire gouamba… Lausanne, Mission des Eglises évangéliques libres de la Suisse romandé, 1891. OCLC 37919513
- Mission des Eglises libres de la Suisse romande parmi les Ronga: Buku: da Tinsimu ta ?hlengeletanu ya sikwembu a makari k baronga. Recueil des cantiques d'Eglise et des chants d'école de la Mission des Eglises libres de la Suisse romande parmi les Ronga. Sammlung religiöser Gesänge. Lausanne: Georges Bridel & Cie., 1895. OCLC 78545822
- Henri Berthoud / Mission des Églises Évangéliques Libres de la Suisse Romande / British and Foreign Bible Society: Evangeli ya Yohan ni Papela ḍa ku sungula ḍa Muapostola Paulus ku ba-Korinthe hi Šiṛonga: Évangile de Jean et première Épître aux Corinthiens traduits du Grec en Ronga (dialecte Thonga parlé dans le district de Lourenço-Marques) par les missionnaires de la Mission des Églises Évangéliques Libres de la Suisse Romande. Auf Bantu. London: British and Foreign Bible Society, 1896. OCLC 41397179
- Henri Alexandre Junod: Les chants et les contes des Ba-Ronga de la baie de Delagoa. Lausanne: G. Bridel & cie, 1897. (E-Book: OCLC 681271524)

Base de données : WorldCat
- Mission romande: Abuku ḍa tinsimu ta nhlengeletanu ya ba-Krirte Amakaṛi ka Baṛonga. Lausanne: Georges Bridel, 1906. Partitionen auf Bantu: 3. Auflage. OCLC 501074876
- Mission Romande: Buku ya v̌ahlayi: Livre de lecture pour les Thonga du Nord du Transvaal et de la province de Mozambique. Lausanne: Impr. Réunies S.A., 1916. OCLC 78921420
- John Bunyan / Mission des églises évangéliques libres de la Suisse romande: Aliyendo la Mukristo; ḍi alhamusěliwile liḍmin ḍa ši-Ṛonga hi bafunḍisa ba Swiss Mission. Gedruckt für die Mission suisse romande. London: Religious Tract Soc., 1916. OCLC 37855744

### Archivalien, Sonstiges (Auswahl)
- Records of the Mission suisse Romande, 1899-1921. Archivalien. OCLC 702152488
- Société Immobilière de la Mission Romande - Lausanne. Dokumentensammlung (Dokumente ab 1905). OCLC 603596847
- Département missionnaire des Eglises protestantes de la Suisse romande / DM-Echange et mission (Lausanne) / Entraide protestante suisse / Pain pour le prochain (action des Eglises protestantes de la Suisse): Liste des projets des oeuvres d'entraide protestantes : DM, EPER, PPP. Lausanne: DM-Département missionnaire et al., ab 1993. OCLC 716492114
- Mission suisse romande / Georges Bridel & Cie.: Mission suisse romande book sale catalogs. Lausanne: Imprimeries Réunies S.A., 1923–1937. OCLC 852407930

## Weiterführende Quellen
- Fonds=DM-Echange et mission(1801-2015) [195,50 ml, 8107 volumes imprimés, 1068 boîtes, 52 fourres, 24 registres, 10 rouleaux, 7 cartothèques, 3 chemises cartonnées, 1 cartable et 1 classeur]. Section : Archives privées. Cote CH-000053-1 PP 983. Archives cantonales vaudoises (présentation en ligne).
- Paul Rüfenacht / Mouvement anti-apartheid de Suisse (Schweizer Anti-Apartheid-Bewegung): Branche romande / Archives d’Etat de Genève / DM-échange et mission: Inventaire des archives du Mouvement anti-apartheid,… Section romande. Genève: Archives d'Etat; Lausanne: DM-échange et mission, 2003. OCLC 55981069